# Tacko Fall
Elhadji Tacko Sereigne Diop Fall (ur. 10 grudnia 1995 w Dakarze) – senegalski koszykarz, występujący na pozycji środkowego, obecnie zawodnik New Zealand Breakers
W 2019 reprezentował Boston Celtics podczas letniej ligi NBA.
Po zakończeniu sezonu 2020/2021 został wolnym agentem. 1 września 2021 został zawodnikiem Cleveland Cavaliers. 9 stycznia 2022 opuścił klub. Trzy dni później powrócił do składu Cleveland Charge. 

## Osiągnięcia
Stan na 10 stycznia 2022, na podstawie, o ile nie zaznaczono inaczej.
NCAA
- Uczestnik rozgrywek II rundy turnieju NCAA (2019)
- Obrońca roku konferencji American Athletic (AAC – 2017)
- Zaliczony do III składu AAC (2019)
- Lider:
  - wszech czasów NCAA oraz AAC w skuteczności rzutów z gry (74%)
  - NCAA w skuteczności rzutów za 2 punkty (75% – 2016)
  - AAC w:
    - liczbie zbiórek:
      - 343 – 2017
      - w ataku (129 – 2017)

    - blokach (2,3 – 2016, 2,6 – 2019)
    - skuteczności rzutów za 2 punkty (2016, 2017, 2019)
- Zawodnik tygodnia AAC (21.11.2016, 26.12.2017, 4.03.2019)

Indywidualne
- Zaliczony do I składu defensywnego G-League (2020)[7]